# San Pedro (Nigrán)
San Pedro de la Ramallosa (llamada oficialmente San Pedro da Ramallosa) es una parroquia del municipio de Nigrán, en la provincia de Pontevedra, Galicia, España.

## Localidades
La parroquia está compuesta por las siguientes localidades:
- A Area
- A Cabreira
- A Carrasca
- A Golada
- A Ramallosa
- A Romana
- As Barreiras
- A Xesteira
- A Xunqueira
- Camesella
- Cruceiro (O Cruceiro)
- Fox (A Foz)
- Igrexa (A Igrexa)
- Mallón
- O Barrio de Pías
- O Carballal
- O Monte Lourido
- Os Cotros
- O Viso
- Pereira (A Pereira)
- Playa América (A Praia América)
- Rans
- Souto
- Tomadas (As Tomadas)
- Vilariño de Abaixo
- Vilariño de Arriba

## Demografía
A 1 de enero de 2018 la población de la parroquia de San Pedro de la Ramallosa ascendía a 4.788 habitantes, 2.345 hombres y 2.443 mujeres.

### Población por núcleos de población
| Núcleos de población | Habitantes (2018) | Varones | Mujeres |
| -------------------- | ----------------- | ------- | ------- |
| A Cabreira           | 475               | 233     | 242     |
| Camesella            | 65                | 30      | 35      |
| O Carballal          | 87                | 50      | 37      |
| Os Cotros            | 313               | 150     | 163     |
| Cruceiro             | 61                | 26      | 35      |
| Fox                  | 93                | 43      | 50      |
| A Golada             | 246               | 114     | 132     |
| Igrexa               | 53                | 24      | 29      |
| Mallón               | 277               | 146     | 131     |
| O Monte Lourido      | 111               | 56      | 55      |
| Pereira              | 26                | 13      | 13      |
| Playa América        | 210               | 113     | 97      |
| A Ramallosa          | 821               | 396     | 425     |
| Rans                 | 200               | 96      | 104     |
| Souto                | 83                | 39      | 44      |
| Tomadas              | 335               | 159     | 176     |
| Vilariño de Abaixo   | 240               | 119     | 121     |
| Vilariño de Arriba   | 124               | 65      | 59      |
| O Viso               | 359               | 171     | 188     |
| A Xesteira           | 242               | 124     | 118     |
| A Xunqueira          | 134               | 67      | 67      |
| A Area               | 233               | 111     | 122     |

## Patrimonio Natural
- Playa América
- Estuario de A Foz.

## Transportes
A Ramallosa tiene una situación idónea de ahí que tenga parada de todas las líneas que discurren por el municipio de Nigrán.
| Autobuses interurbanos operados por ATSA con parada en la parroquia de A Ramallosa | Autobuses interurbanos operados por ATSA con parada en la parroquia de A Ramallosa                     |
| ---------------------------------------------------------------------------------- | --- |
| 1A                                                                                 | Bayona - San Pedro - Nigrán - Vigo                                                                     |
| 1B                                                                                 | Bayona - San Pedro - Panjón - Vigo                                                                     |
| 1C                                                                                 | Bayona - Belesar - San Pedro - Nigrán - Vigo                                                           |
| 1D                                                                                 | Bayona - San Pedro - Camos - Nigrán - Vigo                                                             |
| 1E                                                                                 | La Guardia - Oya - Bayona - San Pedro - Nigrán - Vigo                                                  |
| 1F                                                                                 | Baredo - Bayona - San Pedro - Nigrán - Vigo                                                            |
| 1G                                                                                 | Vigo - Playa de Patos - Panjón - San Pedro - Bayona [solo pasa por Praia de Patos en dirección Bayona] |
| 2A                                                                                 | Gondomar - San Pedro - Panjón - Vigo                                                                   |
| 2B                                                                                 | Gondomar - San Pedro - Nigrán - Vigo                                                                   |
| 2C                                                                                 | Gondomar - San Pedro - Panjón - Playa de Patos - Vigo [solo pasa por Playa de Patos en dirección Vigo] |
| N                                                                                  | Bayona - San Pedro - Nigrán - Vigo [NoiteBus, solo horario nocturno]                                   |